# 녹색정치
녹색정치(綠色政治, 문화어: 록색 정치, 영어: green politics)는 환경을 중심에 두는 정치 사상이다. 이들은 대체적으로 생태적인 문제의 해결을 위해 폭넓은 대중을 기반으로 하는 풀뿌리 민주주의를 중시한다.

## 역사
세계적으로 녹색 정치는 1980년대 초에 환경 운동 세력을 중심으로 정치 무대에 등장하였다. 특히 70년대 말에 설립된 독일 녹색당의 경우 연립정부의 형태로 1998년부터 2005년까지 독일의 집권 정당으로서 활약하는 성과를 보였다.

## 현황
세계적으로 녹색 정치의 지지자들은 환경 문제에 국한된 활동을 벌이지 않았다. 그들은 환경 문제뿐만 아니라, 여성주의, 평화의 문제에도 주목하고 있으며, 시민적 자유(civil liberty), 사회적 정의(social justice), 비폭력주의(nonviolence)에도 높은 관심을 보인다.